# Enzo Peri
Enzo Peri (Palermo, 11 settembre 1939) è un regista e produttore cinematografico italiano.

## Biografia
Laureato in Filosofia e Giurisprudenza, frequenta anche i corsi della California University. Nel cinema dal 1962 come aiuto regista di Mauro Bolognini e Marcello Baldi, esordisce nella regia con un documentario prodotto da Dino De Laurentiis, Il piacere e il mistero, cui fa seguito, tre anni dopo, il western 3 pistole contro Cesare. Produttore dal 1974, si dedica prevalentemente a opere di notevole impegno dirette da Carlo Lizzani, Rainer Werner Fassbinder e Krzysztof Zanussi.

## Filmografia

### Regista e sceneggiatore
- Il piacere e il mistero - documentario (1964)
- 3 pistole contro Cesare (1967)

### Produttore
- Mussolini ultimo atto, regia di Carlo Lizzani (1974)
- Lili Marleen, regia di Rainer Werner Fassbinder (1981)
- Il potere del male (Paradigma), regia di Krzysztof Zanussi (1985)
- Ovunque tu sia (Wherever You Are...), regia di Krzysztof Zanussi (1988)
- Nefertiti, figlia del sole, regia di Guy Gilles (1995)